# The Fog
The Fog (prt: O Nevoeiro ou The Fog - O Nevoeiro; bra: A Bruma Assassina) é um filme de terror estadunidense de 1980, dirigido por John Carpenter, que também co-escreveu o roteiro e criou a música para o filme. É estrelado por Adrienne Barbeau, Jamie Lee Curtis, Tom Atkins, Janet Leigh e Hal Holbrook. Conta a história de uma névoa estranha e brilhante que varre uma pequena cidade litorânea na Califórnia trazendo com ela os fantasmas de marinheiros sedentos de vingança.
The Fog foi a segunda produção para o cinema de Carpenter, após o sucesso de seu filme de terror de 1978, Halloween, estrelado por Jamie Lee Curtis. Estreou em Portugal a 5 de novembro de 1981. Considerado como uma obra menor, quando foi lançado, é hoje um filme de culto e um dos melhores de Carpenter. A música também foi composta pelo cineasta. Apesar de não possuir muitas cenas de violência ou linguagem imprópria, o filme recebeu pela Motion Picture Association of America uma classificação R (Restrito para menores de 17 anos).
O filme faturou US$ 21,3 milhões nos Estados Unidos e no Canadá em um orçamento de 1,1 milhões. Apesar de ser um sucesso comercial, o filme inicialmente recebeu críticas mistas quando foi lançado. Nos anos desde seu lançamento, revisões posteriores foram mais positivas em relação ao filme. Mais tarde, ele passou a ser considerado, como Carpenter opinou sobre sua criação, "um clássico de terror menor", embora ele também afirmou que não era seu filme favorito devido a re-filmagens e baixos valores de produção. Esta é uma das razões pelas quais ele concordou com o remake de 2005. O site de revisão Rotten Tomatoes relatou um índice de aprovação de 75% com uma classificação média de 6.5/10 com base em 51 revisões.
No início de 2010, a Time Out conduziu uma pesquisa com mais de 100 autores, diretores, atores e críticos que trabalharam no gênero de terror para votar em seus melhores filmes de terror. The Fog foi colocado no número 77 na sua lista dos 100 melhores.

## Sinopse
O "Elizabeth Dane", um barco pirata que transporta um tesouro, afunda-se em frente à costa de uma pequena vila de pescadores, numa noite de espesso nevoeiro, enganado por uma luz que se faz passar por um farol inexistente. Cem anos depois, os espíritos dos marinheiros mortos voltam a aparecer das profundezas do mar, para se vingarem dos habitantes da pequena vila, herdeiros dos que saquearam o "Elizabeth Dane". O nevoeiro vai ascendendo desde a costa envolvendo tudo e dele saem silhuetas fantasmagóricas que assassinam os bisnetos dos que mataram os piratas e que com o seu ouro, construíram a cidade. Entre essas pessoas temos Elizabeth Solley (Jamie Lee Curtis) e Kathy Williams (Janet Leigh) e vários personagens interpretados por atores preferidos por Carpenter, como Adrienne Barbeau.

## Elenco
| Actor                | Role             |
| -------------------- | ---------------- |
| Adrienne Barbeau     | Stevie Wayne     |
| Jamie Lee Curtis     | Elizabeth Solley |
| Janet Leigh          | Kathy Williams   |
| John Houseman        | Mr. Machen       |
| Tom Atkins           | Nick Castle      |
| James Canning        | Dick Baxter      |
| Charles Cyphers      | Dan O'Bannon     |
| Nancy Loomis         | Sandy Fadel      |
| Ty Mitchell          | Andy Wayne       |
| Hal Holbrook         | Padre Malone     |
| John F. Goff         | Al Williams      |
| George 'Buck' Flower | Tommy Wallace    |
| Darwin Joston        | Dr. Phibes       |
| Rob Bottin           | Blake            |
| John Carpenter       | Bennett          |

A atriz principal era Adrienne Barbeau, a esposa de Carpenter, que apareceu no filme de TV de Carpenter, Someone's Watching Me! em 1978. Este foi seu primeiro longa-metragem. Barbeau apareceu no próximo filme de Carpenter, Escape from New York (1981).
Tom Atkins, um amigo de Barbeau, foi escalado como Nick Castle. The Fog foi a primeira aparição de Atkins em um filme de Carpenter e apareceu no próximo filme de Carpenter, Escape from New York (1981) e Halloween III: Season of the Witch (1982), que foi produzido por Carpenter.
Jamie Lee Curtis, que foi a principal estrela de Halloween de Carpenter em 1978 , apareceu como Elizabeth. Comentando sobre o papel e aparecendo em outro dos filmes de Carpenter, ela disse: "É o que eu amo sobre John. Ele está me deixando explorar diferentes aspectos de mim mesma".
Hal Holbrook, Adrienne Barbeau e Tom Atkins apareceram no filme de terror Creepshow em 1982.

### Nomes de personagens e outras referências
Além do fato de que muitos dos atores de The Fog também apareceram em Halloween (e em outros filmes de Carpenter posteriores), vários personagens de The Fog receberam nomes de pessoas que Carpenter havia colaborado em filmes anteriores.
- Dan O'Bannon é um roteirista que trabalhou com Carpenter em Dark Star (1974).
- Nick Castle  é o ator que interpretou Michael Myers em Halloween (1978).
- Tommy Wallace trabalhou com Carpenter como editor, designer de arte e designer de som em vários de seus filmes nos anos 70 e 80.
- Richard Kobritz, o produtor do filme de 1978 de Carpenter, Someone's Watching Me! inspirou o nome da personagem Sra. Kobritz.

Outras referências que estão entrelaçadas no filme incluem o nome do personagem de John Houseman "Mr. Machen" (uma referência ao fantasista de terror galês Arthur Machen); um relatório de rádio que menciona Arkham Reef; e o médico-legista da cidade, Dr. Phibes, recebeu o nome do personagem titular dos filmes de terror estrelados por Vincent Price no início dos anos 70.

## Produção

### Desenvolvimento

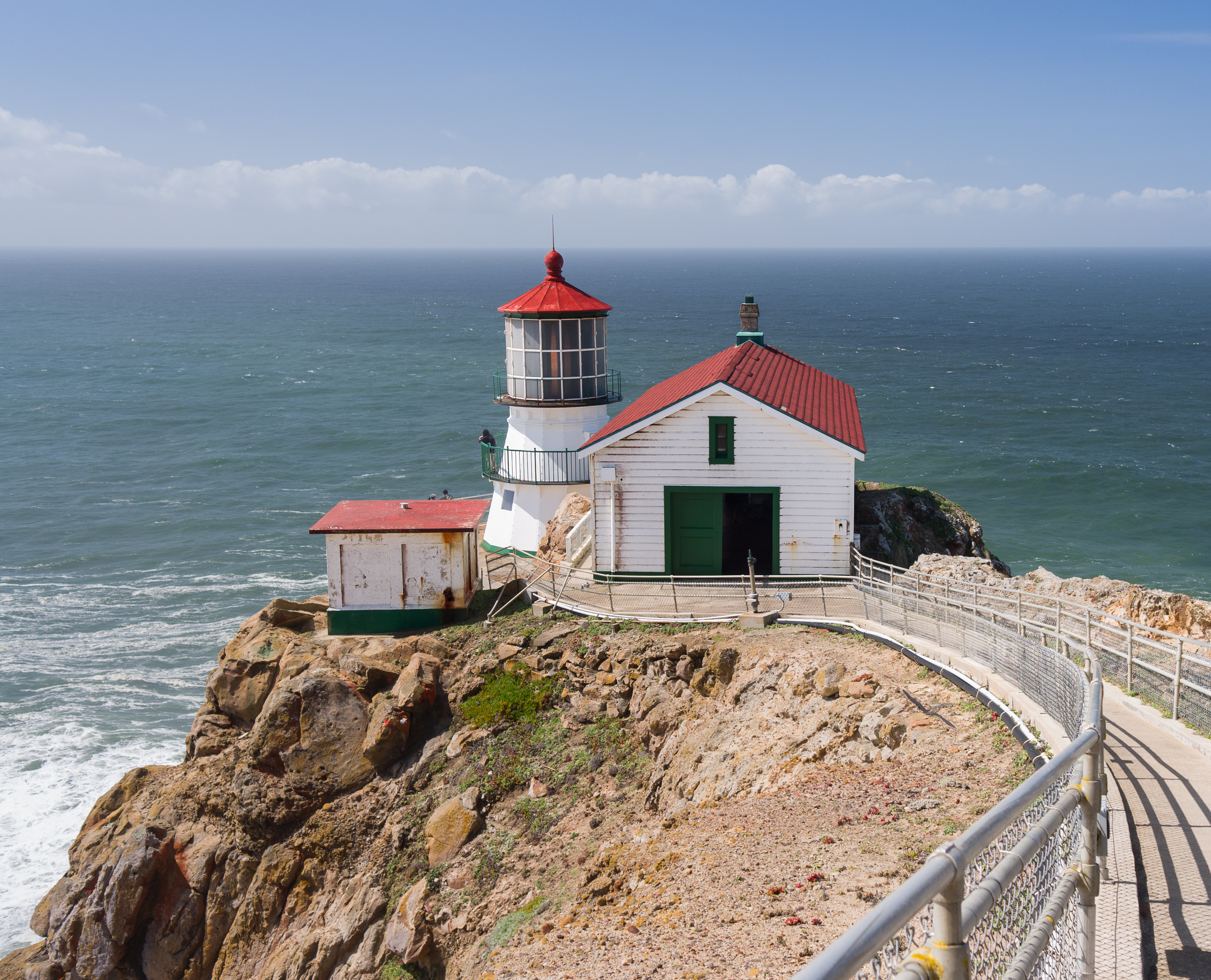
Point Reyes Lighthouse, onde muitas cenas de Adrienne Barbeau foram filmadas

John Carpenter afirmou que a inspiração para a história foi em parte tirada do filme britânico The Trollenberg Terror (1958), que tratava de monstros escondidos nas nuvens. Ele também disse que foi inspirado por uma visita a Stonehenge com sua co-roteirista/produtora (e então namorada), Debra Hill. Enquanto estavam na Inglaterra promovendo Assault on Precinct 13, Carpenter e Hill visitaram o local no final da tarde e viram um nevoeiro sinistro à distância. No comentário de áudio em DVD do filme, Carpenter observou que a história dos destroços deliberados de um navio e sua subsequente pilhagem foi baseada em um evento real ocorrido no século 19 perto de Goleta, Califórnia:116 (este evento foi retratado mais diretamente no filme de 1975 de Tom Laughlin, The Master Gunfighter). A premissa também tem fortes semelhanças com o poema de John Greenleaf Whittier, The Wreck of the Palatine, que apareceu no The Atlantic Monthly em 1867, sobre o naufrágio do navio Princess Augusta em 1738, em Block Island, em Rhode Island.
The Fog foi parte de um contrato de duas produções com a AVCO-Embassy, juntamente com Escape from New York (1981), e foi filmado com um orçamento de US$ 1 milhão.:115 Embora este fosse essencialmente um filme independente de baixo orçamento, Carpenter optou por filmar no formato anamórfico 2.35:1, impedindo que ele parecesse um filme de terror de baixo orçamento. As filmagens ocorreram de abril a maio de 1979 no Raleigh Studios em Hollywood, Califórnia (cenas interiores) e no local em Point Reyes, Califórnia; Bolinas, Califórnia; Inverness, Califórnia; e a Episcopal Church of the Ascension em Sierra Madre, Califórnia.
Depois de ver um corte grosseiro do filme, Carpenter ficou insatisfeito com os resultados. Relembrando a experiência, Carpenter comentou "Foi terrível. Eu tive um filme que não funcionou, e eu sabia disso no meu coração".:118 Carpenter subseqüentemente adicionou o prólogo com Machen (John Houseman) contando histórias de fantasmas para crianças em um acampamento (Houseman desempenhou um papel similar na abertura do filme Ghost Story de 1981). Carpenter acrescentou várias outras novas cenas e re-filmou outras para tornar o filme mais compreensível, mais aterrorizante e mais sangrento. Carpenter e Debra Hill disseram que a necessidade de uma re-filmagem tornou-se especialmente clara para eles depois que eles perceberam que The Fog teria que competir com filmes de terror que tinham alto teor de sangue. Aproximadamente um terço do filme finalizado é o material mais recente, aumentando o orçamento do filme para US$ 1,1 milhão.

## Prêmios e indicações

### Prêmios
Festival de Cinema Fantástico de Avoriaz
- Prèmio da Crítica: 1980

### Indicações
Festival de Cinema Fantástico de Avoriaz
- Melhor filme: 1980

 Saturn Awards
- Melhor filme de horror: 1981
- Melhores efeitos especiais: 1981

## Ligações Externas
- The Fog no Site oficial de John Carpenter (em inglês)
- The Fog. no IMDb.